# (2975) Spahr
(2975) Spahr – planetoida z pasa głównego asteroid okrążająca Słońce w ciągu 3 lat i 136 dni w średniej odległości 2,25 j.a. Została odkryta 8 stycznia 1970 roku w obserwatorium Cerro El Roble przez Hejno Pottera, A. Lokalova. Nazwa planetoidy pochodzi od Timothy'ego Spahra, amerykańskiego astronoma. Przed nadaniem nazwy planetoida nosiła oznaczenie tymczasowe (2975) 1970 AF1.